# نادي تشيسترفيلد
نادي تشيسترفيلد (بالإنجليزية: Chesterfield Football Club )‏ هو فريق كرة قدم من مدينة تشيسترفيلد (ديربيشاير) في المملكة المتحدة، أُسس بتاريخ 1867، يلعب في الدوري الإنجليزي الدرجة الأولى، في ملعب بروكت، يدرب النادي داني ويلسون.

## وصلات خارجية
- صفحة بيانات نادي تشيسترفيلد على موقع كووورة، تاريخ الوصول: 23 سبتمبر 2018.
- الموقع الرسمي